# James Gollin
Pour les articles homonymes, voir Gollin.
James Gollin, né le 16 février 1932 à Saint-Louis, dans l'État du Missouri, est un écrivain américain, auteur de roman policier.

## Biographie
Il entreprend des études supérieures à l'université Yale, où il obtient une maîtrise en anglais en 1956. Il travaille successivement par la suite comme vendeur, agent d'assurance, chargé de relation publique et consultant en communication. 
Il publie en 1966 Pay Now, Die Later, un premier ouvrage consacré à l'industrie des assurances américaines. Il signe ensuite Wordly Goods, un essai sur les finances de l'église catholique, puis publie The Star-Spangled Retirement Dreams, un rapport sur les systèmes de retraites publiques et privées aux États-Unis.
Il débute en 1980 une série policière consacrée à Alan French, un musicien membre du groupe de musique classique new-yorkais Antiqua Players. Dans le premier titre de la série, The Philomel Foundation, les musiciens doivent réussir à extrader de la RDA un grand musicien et dissident soviétique pour le livrer en Suisse. Ce titre est traduit en 1981 dans la collection Série noire sous le titre Petite musique de sang. Pour Claude Mesplède, « le sujet n'est pas nouveau mais son traitement semble un peu le renouveler grâce à une bonne dose d'humour et quelques situations rocambolesques ».
Dans les années 1980, il intègre le service éditorial de la société Krukowski Associates et donne trois nouvelles aventures au personnage d'Alan French. 
En 2001, il écrit une biographie consacrée au chef d'orchestre Noah Greenberg (en). En 2010, il fait paraître une autre biographie consacrée cette fois au pianiste Eugene Istomin.

## Œuvre

### Romans policiers

#### SérieAlan French
- The Philomel Foundation (1980) Publié en français sous le titre Petite musique de sang, traduction de Rosine Fitzgerald, Paris, Gallimard, coll. « Série noire » no 1828, 1981
- Eliza's Galliardo (1983)
- The Verona Passamezzo (1985)
- Broken Consort (1989)

### Essais et biographies
- Pay Now, Die Later (1966)
- Wordly Goods (1971)
- The Star-Spangled Retirement Dreams (1981)
- Pied Piper: The Many Lives of Noah Greenberg (2001)
- Pianist: A Biography of Eugene Istomin (2010)

## Sources
- Claude Mesplède  et Jean-Jacques Schleret (Éd. rév. de: SN, voyage au bout de la Noire), Les Auteurs de la Série noire, 1945-1995, Nantes, Joseph K, coll. « Temps noir », 1996, 627 p. (ISBN 978-2-910-68611-6, OCLC 300207570), p. 201-202.
- Claude Mesplède, Les Années "Série noire" bibliographie critique d'une collection policière, t. 4 : 1972-1982, Amiens, Encrage, coll. « Travaux » (no 25), 1995, 328 p. (ISBN 978-2-906-38963-2), p. 270-271.